# Annasaid
Annasaid er en dansk pop-rockgruppe blev dannet i 2005 af Martin Sahlertz, Jesper Jensen, Mathias Pedersen-Smidt og Johan Sylvest.
Deres første udgivelse kom i 2007 med EP'erne Annasaid. I 2008 blev den fulg top af endnu en EP Well Well Well. Bandet har været en del af P3s KarriereKanonen i både 2008 og 2009.
Gruppens debutalbum udkom i maj 2010 under titlen Jua, og det modtog tre ud af seks stjerner i musikmagasinet GAFFA og samme vurdering fra Soundvenue.
I 2011 valgt Pedersen-Smidt og Sylvest at forlade bandet, og i stedet kom Andreas Boesig (trommer) Emil "Sylle" Silvester Jakobsen (guitar) og Mads Buhl Henriksen (baggrundsvokal, keyboard og percussion) med i gruppen.
I 2014 udkom gruppens andet album, Rite De Passage, der modtog fire ud af seks stjerner i GAFFA.

## Diskografi
- Annasaid (2007, EP)
- Well Well Well (2008, EP)
- Jua (2010)
- Rite De Passage (2014)